# T.Kallupatti
T.Kallupatti é uma panchayat (vila) no distrito de Madurai, no estado indiano de Tamil Nadu.

## Demografia
Segundo o censo de 2001,  T.Kallupatti  tinha uma população de 9439 habitantes. Os indivíduos do sexo masculino constituem 51% da população e os do sexo feminino 49%. T.Kallupatti tem uma taxa de literacia de 70%, superior à média nacional de 59.5%: a literacia no sexo masculino é de 75% e no sexo feminino é de 64%. Em T.Kallupatti, 11% da população está abaixo dos 6 anos de idade.